# Passamontagna

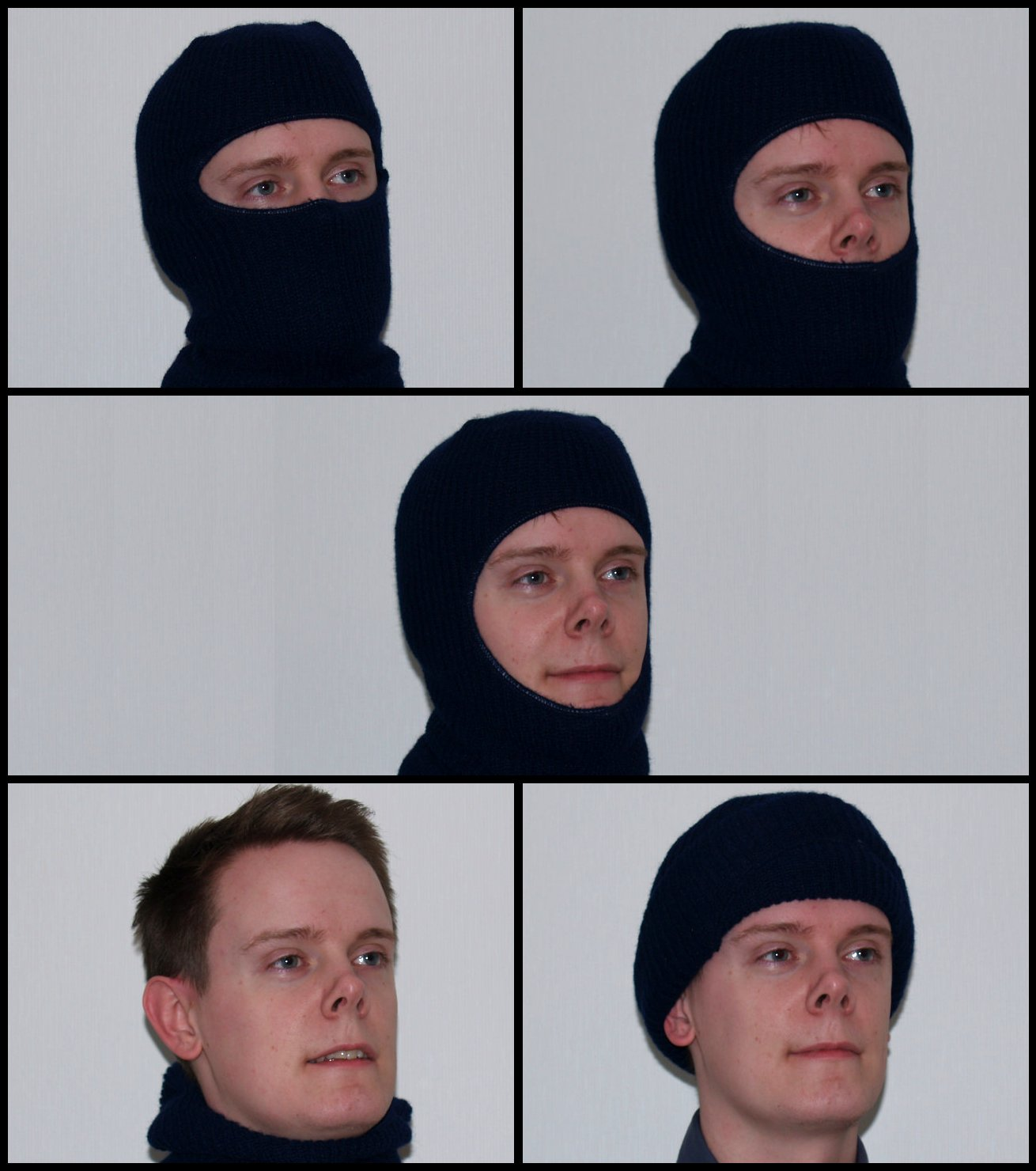
Diversi modi di indossare un passamontagna.

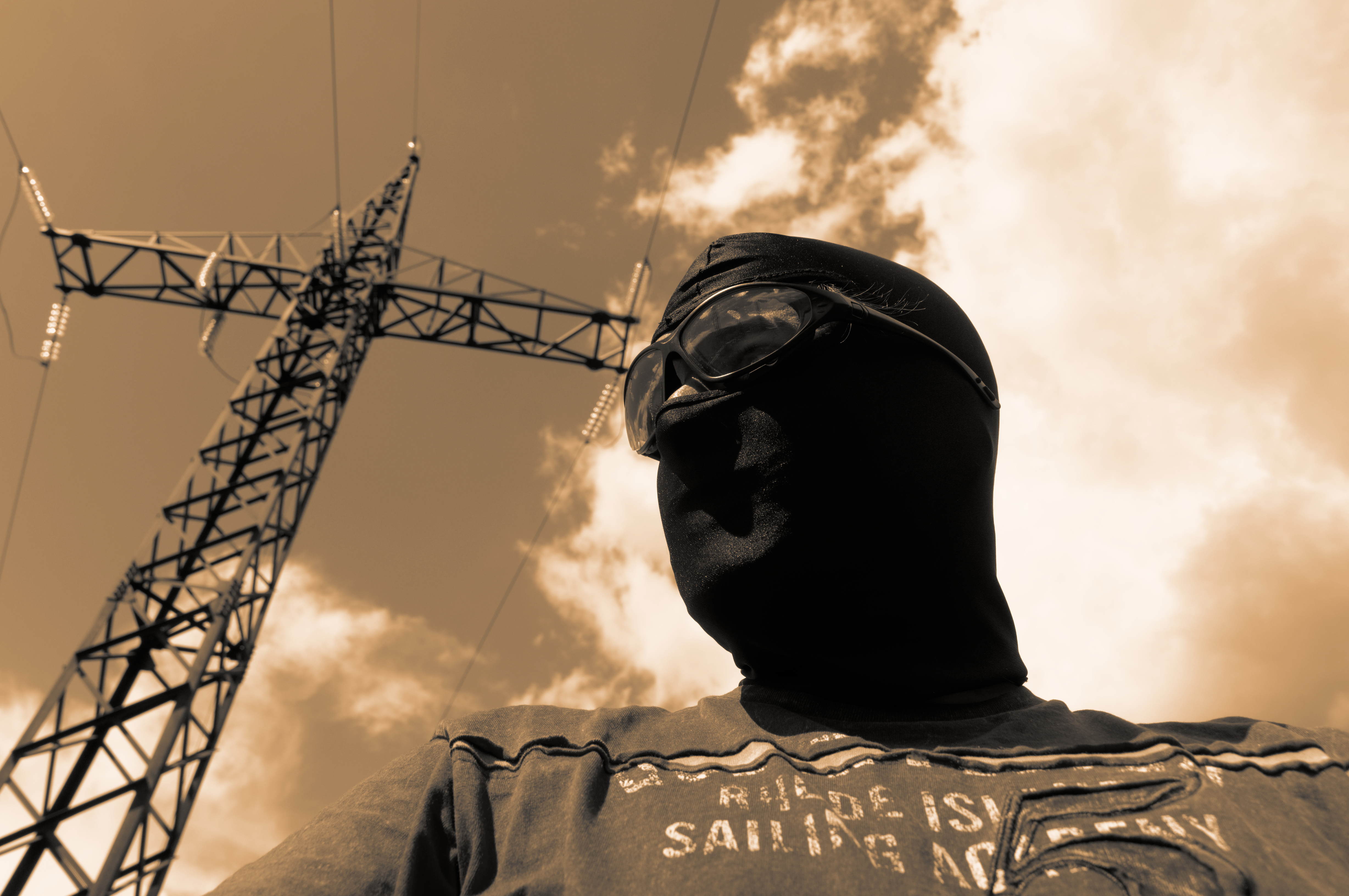

Il passamontagna è un copricapo solitamente di lana (vedi anche il cappellino di lana: la Toque; ed il Chullo) o altri tessuti utilizzato dagli alpinisti per difendersi dal freddo; riveste la testa fino al collo lasciando scoperta solo parte della faccia.

## Utilizzo
Viene usato anche da malviventi, forze di polizia e militari per nascondere la propria identità; in questo caso viene comunemente definito mephisto. Viene inoltre impiegato nel softair come protezione per la testa, ed in particolare per la faccia. Modelli realizzati in materiale ignifugo fanno parte delle protezioni contro il fuoco di piloti, pompieri, ecc. In genere è di colore nero, ma può variare in molti colori e forme.